# 江佐畿
江佐畿，广东郁南宋桂人。清朝武进士。 
光绪十六年（1890年—1923年）庚寅恩科联捷进士，授以卫守备用。升迁福建上任前，身染痢疾，于家中病故，终年33岁，覃恩诰封授昭武都尉。